# Persillé de Tignes
Persillé de Tignes ou tignard est une appellation d'origine désignant un fromage au lait cru fabriqué en Savoie en France avec du lait de chèvre et de vache.
Il doit son nom à la ville savoyarde de Tignes, dans les pâturages de la vallée de la Tarentaise, dont il est originaire. 
C'est un persillé élaboré à partir des laits de vache, chèvre et brebis. Sa croûte, originellement blanche et compacte, devient friable et brunit avec l'âge.
Le savoir-faire paysan de sa production tend à disparaître et la part de celle-ci, liée au commerce, est aujourd'hui réduite à une coopérative agricole de la commune de Villaroger.

## Description
Il s'agit d'un fromage à  pâte persillée issu d'une transformation de lait cru de chèvre. Comme bien des fromages non-standardisés, il arrive que les agriculteurs y mêlent aussi un peu de lait de vache ou de brebis. 
- Forme cylindrique
- Pèse de 1 à 1,5 kg
- Croûte variant du gris à l’ocre brun
- Bleuissement après un affinage de 4 à 5 mois

## Période de transformation
Il est fabriqué d’avril à novembre et tend à se raréfier au profit des fromages de lait de vache.

## Galerie

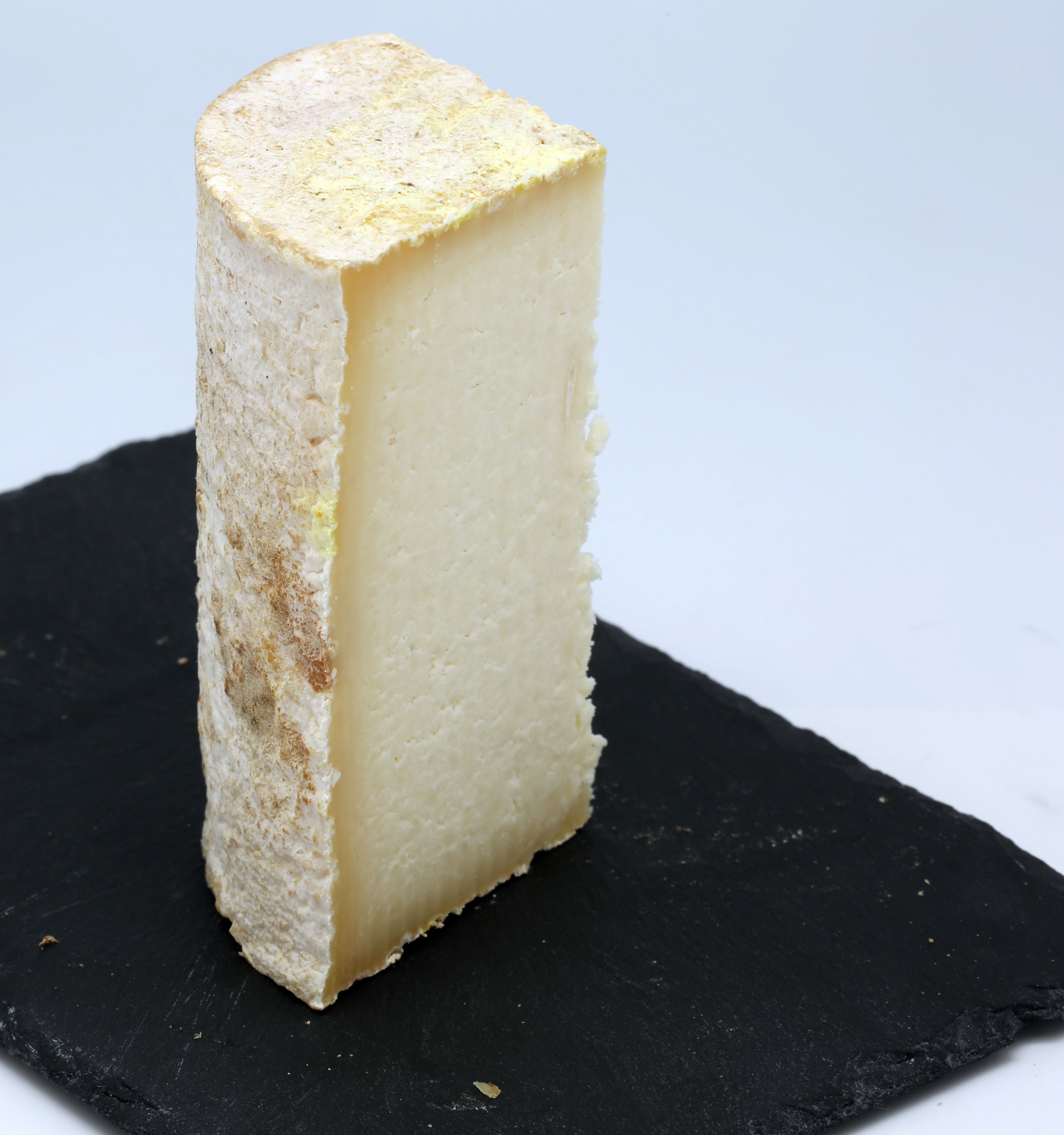
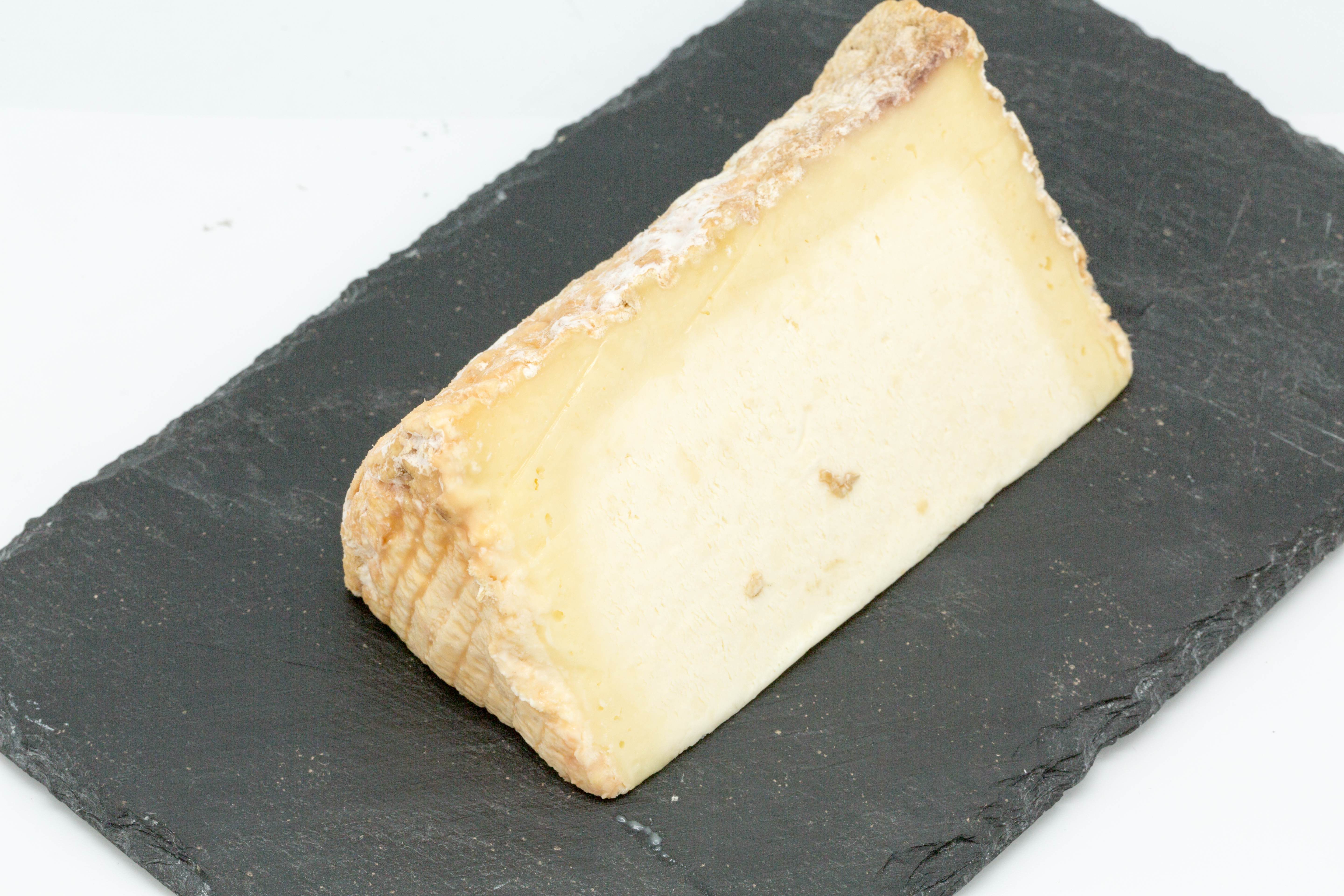
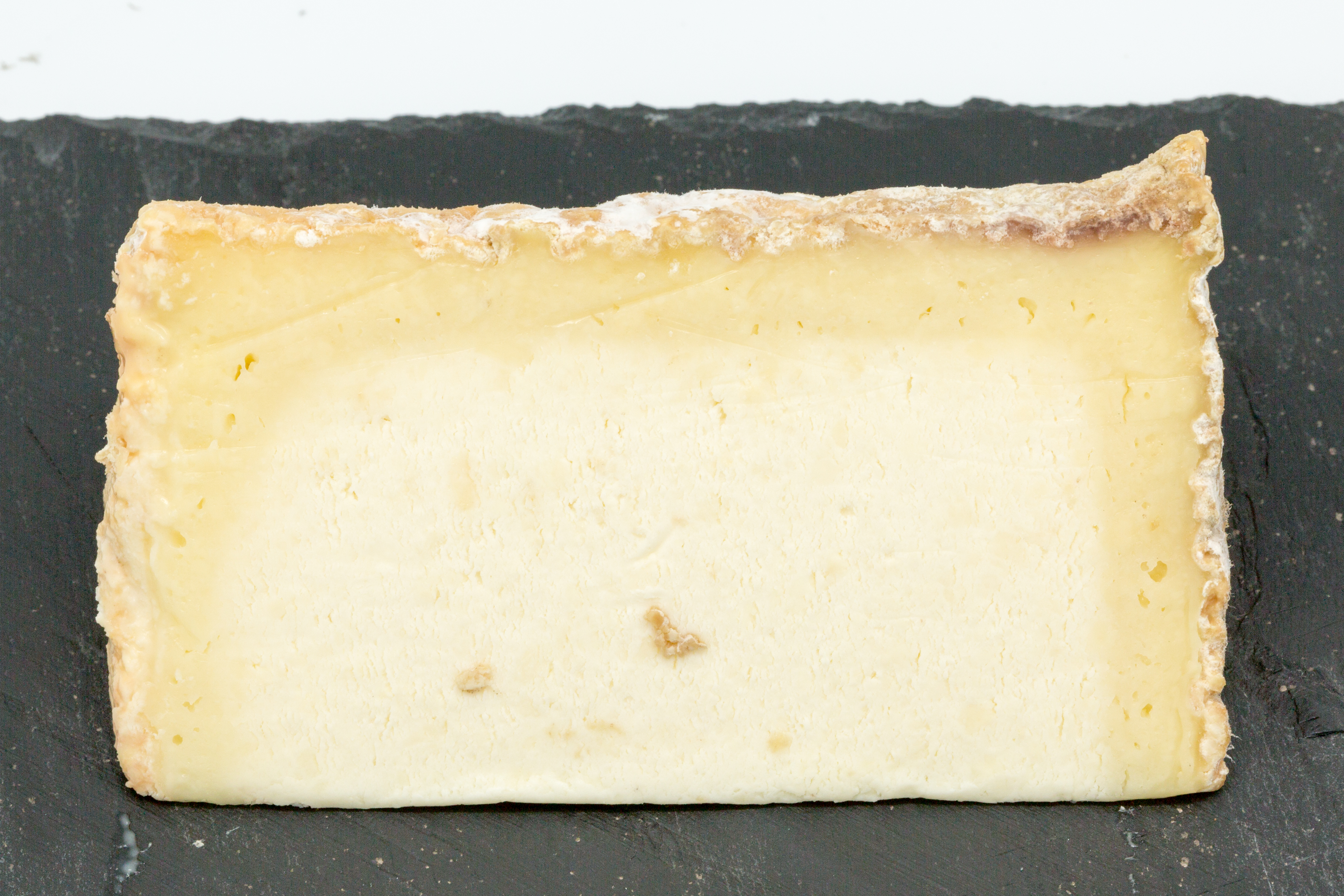
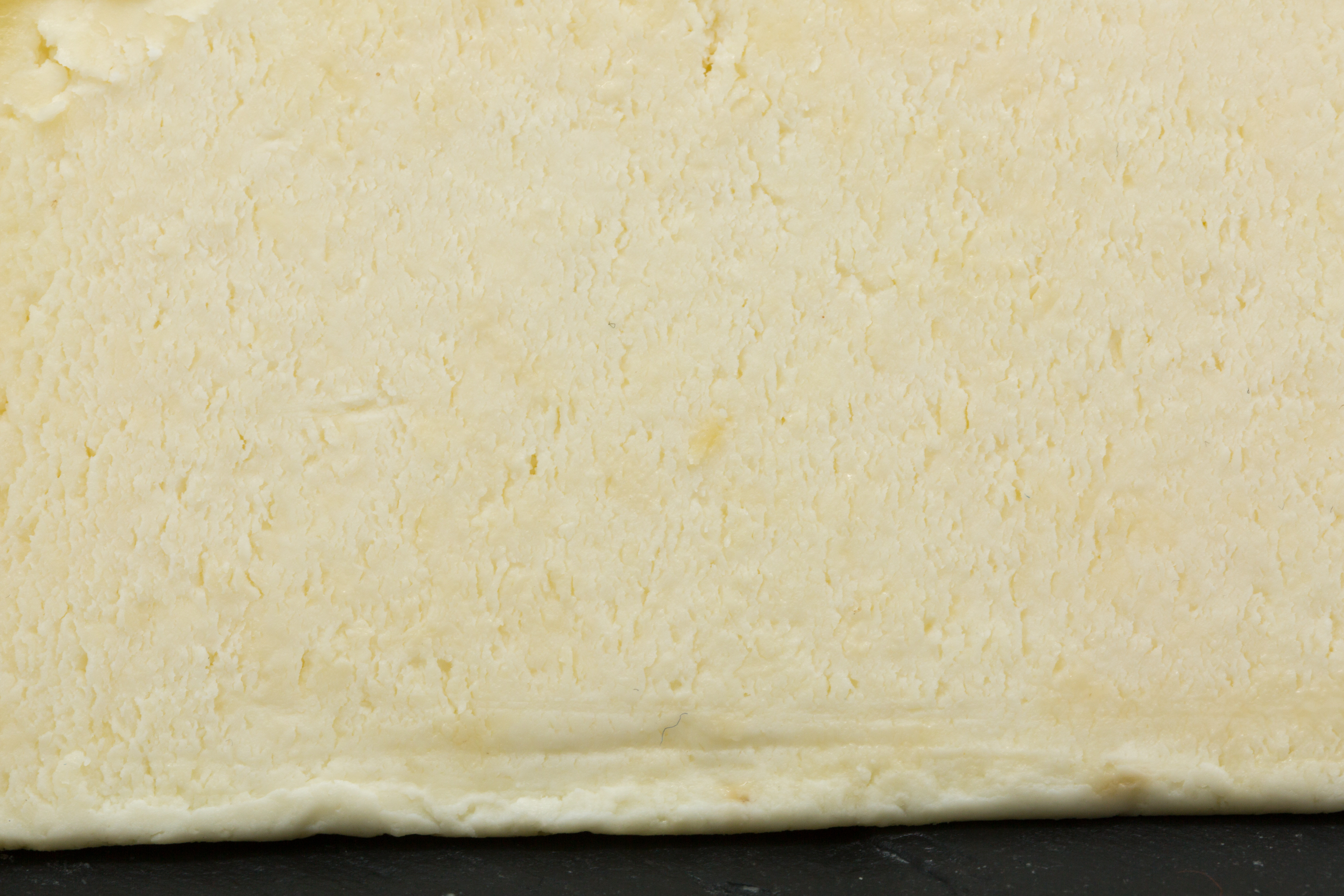
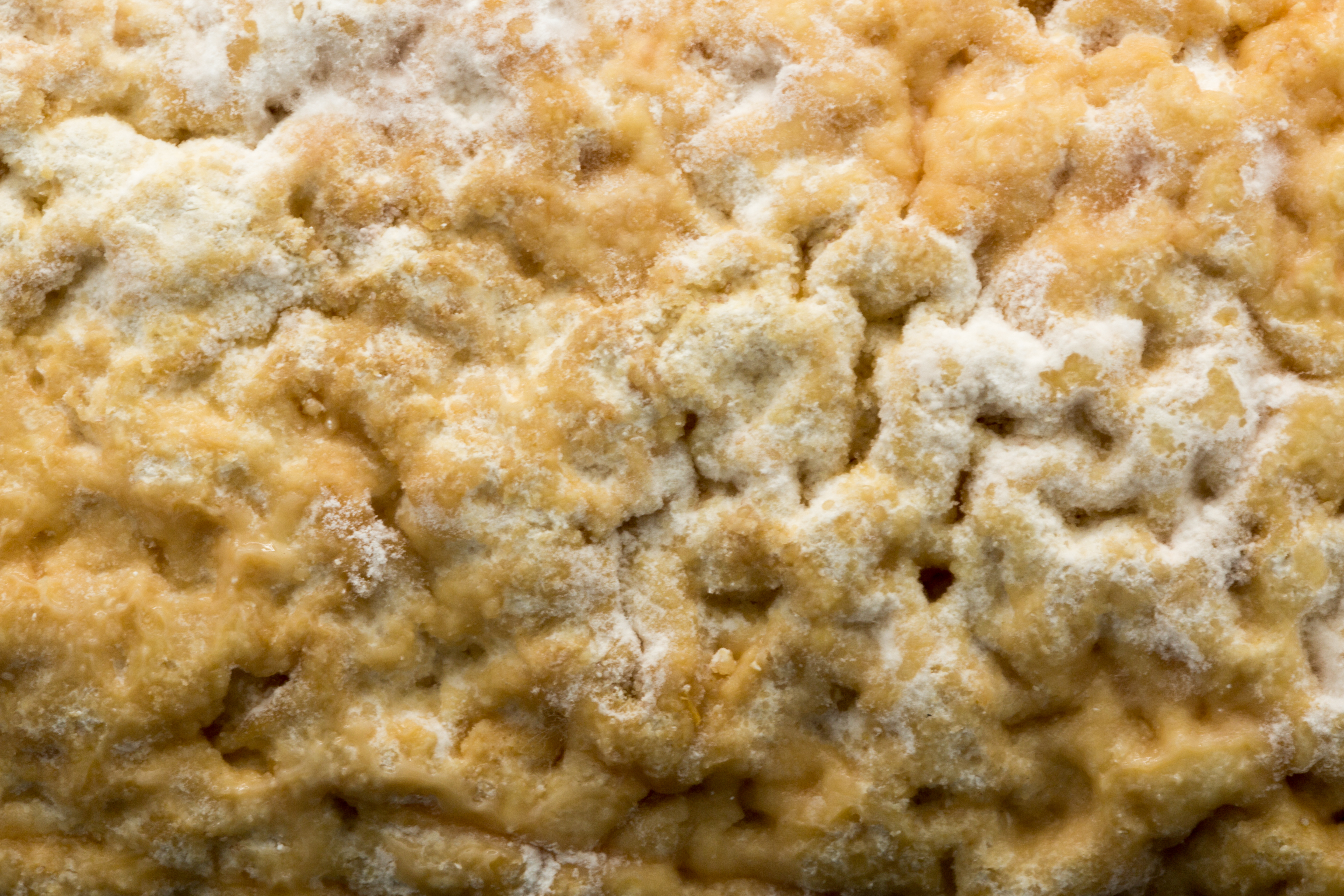